# أرتور ليما
أرتور ليما (بالبرتغالية: Artur Lima‏) هو سياسي برتغالي، ولد في 23 مايو 1963. حزبياً، نشط في المركز الديمقراطي والاجتماعي - حزب الشعب ‏.